# Christof Ziemer
Christof Ziemer (* 28. August 1941 in Gollnow, Pommern) ist ein deutscher lutherischer Theologe und eine führende Gestalt der Friedensbewegung in der DDR.

## Leben und Wirken
Christof Ziemer wurde als Sohn des altlutherischen Pfarrers Gotthold Ziemer und seiner Ehefrau Hanna Weber geboren. Nach der Flucht aus Pommern wuchs er in Angermünde auf und verbrachte seine Jugend in Greifswald, wo er 1960 das Abitur machte. Von 1960 bis 1965 studierte Ziemer an den Universitäten Halle und Berlin Theologie, war danach Konviktsinspektor am kirchlichen Sprachenkonvikt in Halle und Vikar in der Friedens-Kirchgemeinde in Leipzig. 1967 übernahm er ein Gemeindepfarramt an der St.-Marien-Kirche in Pirna und wurde 1972 Studieninspektor am Predigerseminar in Lückendorf (Zittauer Gebirge), wo er auch das Gemeindepfarramt übernahm. 1974 wechselte Ziemer nach Ost-Berlin und wurde Leiter der Theologischen Studienabteilung beim Bund der Evangelischen Kirchen in der DDR. Dresden wurde von 1980 bis 1992 für ihn zu einem entscheidenden Tätigkeitsort: Als Pfarrer an der Kreuzkirche und Superintendent des Kirchenbezirks Dresden-Mitte wirkte Ziemer in der Friedensbewegung mit und erlebte hier die politische Wende. Bereits in den Jahren 1988 und 1989 war er Vorsitzender des Präsidiums der Ökumenischen Versammlung für Gerechtigkeit, Frieden und Bewahrung der Schöpfung in der DDR. Außerdem fungierte er als Berater der „Gruppe der 20“ in Dresden. 1989 lehnte er den Wiederaufbau der Frauenkirche in Dresden ab.
Im Jahr 1992 wurde er Direktor der Evangelischen Akademie in Meißen. Noch im selben Jahr ging er als Entwicklungshelfer (Glaser und Lektor für deutsche Sprache) nach Osijek in Kroatien. Nach seiner Rückkehr nach Deutschland (Leipzig, Berlin) erstellte er 1994 ein Gutachten für die Enquete-Kommission zur Aufarbeitung der DDR-Geschichte und engagierte sich als Hilfskraft in einem Berliner Schülerladen. Von 1994 bis 1996 lehrte er als Dozent für Berufsethik an der Landespolizeischule Brandenburg, um 1996 in die Flüchtlingsarbeit im Südosteuropa-Verein in Berlin durch Aufbau einer Mittelschulausbildung für bosnische Kriegsflüchtlinge, zuletzt als Direktor der Schule tätig zu werden. Von 1997 bis 2002 war er in der Vereinigung „ABRAHAM“ für interreligiöse Friedensarbeit in Sarajevo in Bosnien und Herzegowina aktiv und zugleich freier Mitarbeiter des Ökumenischen Dienstes im Konziliaren Prozess. Die Begleitung interreligiöser Arbeit sowie die pastorale Betreuung evangelischer Deutscher in Bosnien und Herzegowina war Inhalt eines Honorarauftrages, den die Evangelische Kirche in Deutschland an Christof Ziemer vergab. 2003 kehrte Ziemer nach Deutschland zurück. Hier übernahm er ein Gemeindepfarramt in Riesa in der sächsischen Landeskirche.
Christof Ziemer war in erster Ehe mit Maria Fleischhack, ist in zweiter Ehe mit Ljubinka Petrovic verheiratet und hat drei Kinder. Sein Bruder ist der Theologe Jürgen Ziemer.

## Ehrungen
- Theologischer Ehrendoktor der Universität Bern (1991)
- Sächsische Verfassungsmedaille (1998)
- Ehrenbürger der Stadt Dresden (2003)

## Publikationen
Zahlreiche Artikel und Einzelaufsätze zur charismatischen Bewegung, zum Konziliaren Prozess für Gerechtigkeit, Frieden und Bewahrung der Schöpfung sowie zum politischen Umbruch in der DDR.